# Lubaba bint Al-Harith "La Vieja"
Lubaba bint Al-Harith  (en árabe: لبابة بنت الحارث) también conocida como Umm Fadl, fue una prominente musulmana. Dos de sus hermanas, Maymuna bint al-Harith y Zaynab bint Khuzayma, se convirtieron en esposas de Mahoma.

## Familia
Lubaba era miembro de la tribu Banu Hilal, una rama de la tribu Banu Amir que era muy influyente en La Meca. Su padre era Al-Hárith ibn Hazan y su madre era Hind bint Awf. Lubaba fue, probablemente, la mayor de sus siete hijas y también tenían dos hijos. Al-Harith falleció cuando Lubaba aún era una niña. 
Lubaba se casó con Abbás ibn Abd al-Muttálib, que era tío de Mahoma. Esta unión produjo siete hijos:
1. Al-Fadl ibn Abbás.
2. Abd Allah ibn Abbás.
3. Ubaydullah ibn Abbás.
4. Mabad ibn Abbás.
5. Quthum ibn Abbás.
6. Abdul-Rahman ibn Abbás.
7. Umm Habib bint Abbás.

Abbas también tuvo cinco hijos de otras mujeres.

## Islam
Lubaba afirmó ser la segunda mujer en aceptar el islam y se convirtió el mismo día que su íntima amiga, Jadiya. Ella y sus hermanas fueron mujeres muy destacadas en la comunidad musulmana. Viendo la relación existente entre las hermanas, Mahoma comentó: "Las fieles hermanas son Asma y Salma, hijas de Umays y Lubaba y Maymuna, hijas de Al-Hárith". Curiosamente su observación no abarcaba a la media hermana de Lubaba, Zaynab bint Khuzayma, quien luego se convertiría en su esposa.
Abbás aún era pagano en el año 622, por lo que él y Lubaba permanecieron en La Meca cuando otros musulmanes emigraron a Medina.

## La muerte de Abu Lahab
Cuando la noticia de la derrota de los mequíes en la batalla de Badr llegó a La Meca, hubo una consternación general, pero el esclavo liberto de Abbás, Abu Rafi, que era musulmán, no pudo contener su alegría. Abu Lahab, el hermano de Abbás, estaba tan furioso que asaltó a Abu Rafi, tirándolo al suelo y pegándolo. Varios hombres fueron testigos de este ataque, pero Lubaba, agarró un soporte de una tienda y le golpeó en la cabeza a Abu Lahab diciéndole: "¿crees que está bien atacarlo porque Abbás está ausente?" La cabeza de Abu Lahab se abrió, dejando al descubierto el cráneo. Falleció una semana más tarde, a causa de la herida o de una plaga.

## Canción de Kab ibn al-Ashraf
Unos meses más tarde, Lubaba fue el tema de una canción de amor compuesta por el judío Kab ibn Al-Ashraf:
"¿Estás fuera sin detenerte en el valle

y dejando a Umm Fadl en La Meca?

Fuera vendría lo que le compró al vendedor ambulante,

sus botellas y henna.

¿Que hay entre codo y tobillo que está en movimiento

cuando trata de ponerse en pie y no lo hace.

Como cuando Umm Hakim estaba con nosotros

Nuestro vínculo es inquebrantable.

Ella es la Amirita que embruja mi corazón,

y si así lo deseara, podría curar mi enfermedad.

La gloria de una mujer y un pueblo es su padre,

un pueblo en honor, fiel a su juramento.

Nunca vi el amanecer en la noche hasta que la vi

exhibirse a nosotros en la oscuridad de la noche!"
Esta canción podría decirse que es sarcástica, ya que las tribus Amr y Kab eran enemigas acérrimas. La referencia a los productos del vendedor ambulante y al movimiento de Lubaba, probablemente indica que Lubaba padecía de sobrepeso, se maquillaba y era de mediana edad. Este ultraje e insulto a una mujer de la comunidad musulmana fue lo que llevó a Mahoma a pedir el asesinato de Kab.

## Últimos años
Abbás aceptó oficialmente el Islam poco antes de la conquista de La Meca, en el año 630, veinte años después de su esposa. 
Lubaba falleció durante el califato de Uthmán Ibn Affán.